# Karl Mezger
Karl Mezger (* 4. Juli 1876; † 2. November 1914 in den Argonnen) war ein deutscher Eisenbahningenieur und Kolonialbeamter.

## Leben
Karl Mezger, Sohn des Bauingenieurs und Bauunternehmers Karl Mezger (1843–1915), studierte an der Technischen Hochschule Stuttgart Bauingenieurwesen. 1896 wurde er dort Mitglied des Corps Stauffia. 1899 legte er als Kandidat des Maschineningenieurfachs die erste Staatsprüfung im Baufach ab. 1904 legte er mit Auszeichnung die zweite Staatsprüfung im Bauingenieurfach ab und erhielt die Bezeichnung Regierungsbaumeister.
Im Dienste des Auswärtigen Amtes überwachte er die Durchführung von Bahnbauten in der damaligen deutschen Kolonie Togo. Im Anschluss daran wurde er zum Kaiserlichen Bezirksamtmann des Küstenbezirks Anecho ernannt und war damit oberster Beamter dieses Abschnitts. Dies war insofern eine Besonderheit, als ansonsten derartige Positionen nur Verwaltungsjuristen zugänglich waren. Bei Beginn des Ersten Weltkrieges befand er sich in Deutschland auf Heimaturlaub und wurde sofort zum Infanterieregiment 126 einberufen. Als Vizefeldwebel und Offizierstellvertreter fiel er am 2. November 1914 in den Argonnen bei einem Sturmangriff.

## Auszeichnungen
- Verleihung des Roten Adlerordens für seine Verdienste um die Erschließung von Togo durch Bahn- und Straßenbauten.
- Verleihung des Eisernen Kreuzes 2. Klasse[3][4]